# HMS Pandora

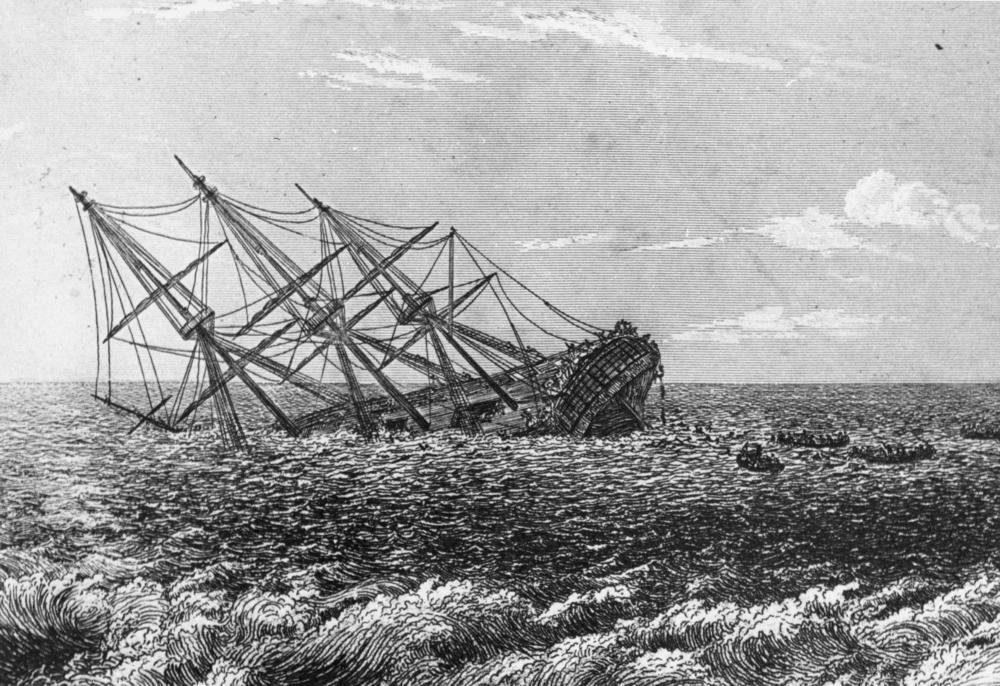
HMS Pandora

O HMS Pandora era um navio postal de sexta classe da classe Porcupine, de 24 canhões, da Marinha Real, lançado em maio de 1779. O navio é mais conhecido por seu papel na caça aos amotinados do Bounty em 1790. O Pandora teve sucesso parcial ao capturar 14 dos amotinados, mas naufragou na Grande Barreira de Corais na viagem de retorno em 1791. O HMS Pandora é considerado um dos naufrágios mais significativos do Hemisfério Sul.

## Procurando
Pandora deixou a Inglaterra em novembro de 1790, contornou o Cabo Horn, navegou para o Pacífico e passou fora de vista e sem o conhecimento do Capt. Edwards pela ilha de Pitcairn, o refúgio dos amotinados do Bounty que não permaneceram no Taiti.
O Pandora chegou ao Taiti em 23 de março de 1791. Assim que o navio ancorou na baía de Matavai, três tripulantes do Bounty (Peter Heywood, George Stewart e Joseph Coleman) se ofereceram para embarcar. Edwards imediatamente os prendeu. Enquanto isso, o carpinteiro do navio ergueu um enorme abrigo de 3,4 × 5,5 metros (11 × 18 pés) no tombadilho como prisão para os amotinados, apelidado de "Caixa de Pandora" pela tripulação em referência à caixa de Pandora.
Nesse mesmo dia, com a ajuda dos chefes locais, o capitão Edwards iniciou uma busca pelos restantes tripulantes do Bounty. Alguns fugiram para as montanhas diante do navio de guerra britânico, enquanto outros navegaram no dia anterior para Papara, na costa sul do Taiti, em um barco caseiro. Depois de duas semanas, todos os amotinados restantes no Taiti foram capturados. Quanto ao destino do Bounty e dos outros nove tripulantes, Edwards só pôde saber que Fletcher Christian e outros oito haviam partido para um destino desconhecido.
Edwards mandou abastecer o Pandora, levantou âncora em 8 de maio de 1791 e partiu em busca do Bounty sem a menor pista de onde o navio poderia estar. O Pandora navegou pelo Pacífico Sul durante três meses, passando pelas Ilhas Cook, Tokelau, Samoa, Wallis e Futuna. Sem acha-los.

## Viagem de volta e naufrágio
No início de agosto, Edwards navegou de Samoa até o Estreito Endeavour, o estreito entre a Austrália e Papua Nova Guiné, para a viagem de retorno à Inglaterra. O Estreito Endeavour era em grande parte inexplorado e mal mapeado. Edwards, portanto, teve que encontrar um canal através da Grande Barreira de Corais. Na noite de 29 de agosto de 1791, o Pandora atingiu um recife de coral e entrou na água tão rapidamente que a tripulação pouco pôde fazer. Edwards, portanto, mandou mobilizar os barcos. Os amotinados do Bounty Coleman, McIntosh e Norman, o Capitão Bligh como inocentes foram libertados da prisão, os demais permaneceram amarrados. Os amotinados do Bounty Coleman, McIntosh e Norman, o Capitão Bligh como inocentes foram libertados da prisão, os demais permaneceram amarrados na "Caixa de Pandora".
Pela manhã, o navio afundou tanto que o convés superior estava apenas parcialmente acima da água. Dez prisioneiros foram libertados pela tripulação de Pandora no último minuto, contrariando as ordens de Edwards. Skinner, Sumner, Stewart e Hillbrant morreram afogados.
Os tripulantes que sobreviveram ao naufrágio regressaram no dia seguinte num barco liderado por George Passmore ao Pandora, do qual apenas o convés superior e os mastros sobressaíam da água.

Da tripulação do navio, 31 marinheiros morreram afogados e 89, incluindo o capitão Edwards, foram resgatados. Eles atravessaram a barreira de recifes e chegaram à Península de York. Depois seguiram para a colônia holandesa de Timor onde chegaram em 16 de setembro de 1791, após uma viagem de aventura de mais de 1 600 quilômetros. O capitão Edwards, a boa saúde de sua tripulação e os dez amotinados sobreviventes do Bounty retornaram à Inglaterra através de escalas na Batávia e na Cidade do Cabo como passageiros do Dutch East Indiamen.